# Kandis' diskografi
Det danske dansktopband Kandiss diskografi består af 24 studiealbum, fire livealbum, 15 opsamlingsalbum og én EP.

## Diskografi

### Studielbum
| År                                                 | Album                           | Højeste placering | Certificering |
| År                                                 | Album                           | Danmark           | Certificering |
| -------------------------------------------------- | ------------------------------- | ----------------- | ------------- |
| 1990                                               | Hvilke herlige dage             | *                 | - Guld        |
| 1991                                               | Dansen går                      | *                 | - Guld        |
| 1992                                               | Kandis 3                        | *                 | - Platin      |
| 1993                                               | Kandis 4                        | *                 |               |
| 1995                                               | Kandis 5                        | 9                 | - Platin      |
| 1996                                               | Kandis 6                        | 24                | - Guld        |
| 1998                                               | Kandis 7                        | 14                | - Guld        |
| 1999                                               | Nu ved jeg julemanden er på vej | 18                | - Guld        |
| 2000                                               | Kandis 8                        | 7                 | - Guld        |
| 2002                                               | Kandis 9                        | 4                 |               |
| 2003                                               | Kandis 10                       | 2                 | - Guld        |
| 2005                                               | Kandis 11                       | 6                 | - Guld        |
| 2008                                               | Kandis 12                       | 1                 | - Platin      |
| 2009                                               | Kandis 13                       | 5                 | - Guld        |
| 2010                                               | De bedste julehilsner           | 5                 | - Guld        |
| 2011                                               | Kandis 14                       | 1                 | - Platin      |
| 2012                                               | Kandis No.15                    | 2                 | - Guld        |
| 2014                                               | Kandis 16                       | 1                 | - Guld        |
| 2016                                               | Liebesgrüsse aus Dänemark       | 33                |               |
| 2016                                               | Kandis 17                       | 3                 | - Guld        |
| 2018                                               | Kandis 18                       | 2                 |               |
| 2019                                               | Kandis 19: Latest & Greatest    | 3                 |               |
| 2020                                               | Kandis 20                       | 3                 | - Guld        |
| 2021                                               | Kandis 21                       | 4                 | - Guld        |
| "*" markerer at informationen ikke er tilgængelig. |                                 |                   |               |

### Livealbum
| År | Album                                | Højeste placering | Certificering |
| År | Album                                | Danmark           | Certificering |
| --- | ------------------------------------ | ----------------- | ------------- |
| 2004 | Kandis Live                          | 2                 | - Guld        |
| 2009 | Kandis Live 2 – 20 års jubilæumsshow | 1                 | - Guld        |
| 2013 | Kandis 25 år                         | 3                 |               |
| 2020 | Kandis Lørdagsbal                    | —                 |               |
| "*" markerer at informationen ikke er tilgængelig. "—" markerer en udgivelse der ikke opnåede en hitlisteplacering. |                                      |                   |               |

### Opsamlingsalbum
| År | Album                               | Højeste placering | Højeste placering | Certificering |
| År | Album                               | Danmark           | Norge             | Certificering |
| --- | ----------------------------------- | ----------------- | ----------------- | ------------- |
| 1997 | Gold                                | 8                 | —                 | - Platin      |
| 1998 | De bedste 1990-93                   | —                 | —                 |               |
| 1999 | De største af de første...          | —                 | —                 |               |
| 2001 | Våre favoritter                     | —                 | 32                |               |
| 2003 | Gennem tiderne                      | —                 | —                 |               |
| 2007 | Gold 2                              | 2                 | —                 | - Guld        |
| 2009 | Kandis                              | 32                | —                 |               |
| 2013 | Sommerdansen 2013                   | —                 | —                 |               |
| 2014 | Sommerdansen 2                      | —                 | —                 |               |
| 2015 | Sommerdansen 3                      | 8                 | —                 |               |
| 2016 | Sommerdansen 4                      | —                 | —                 |               |
| 2017 | Mindernes café – de store og de små | —                 | —                 |               |
| 2017 | Sommerdansen 5                      | 7                 | —                 |               |
| 2018 | Sommerdansen 6                      | 40                | —                 |               |
| 2019 | Jubilæum: 30 år 1989–2019           | 14                | —                 |               |
| "*" markerer at informationen ikke er tilgængelig. "—" markerer en udgivelse der ikke opnåede en hitlisteplacering. |                                     |                   |                   |               |

### EP'er
- 2022: Kandis for livet[B]

Noter
1. ↑  Kandis er et bokssæt med 10 CD'er.
2. ↑  Kandis for livet er et soundtrack til filmen af samme navn, bestående af 4 sange.